# Carl Helbing
Carl Helbing (* 11. Juli 1802 in Lahr; † 21. Juli 1874 in Emmendingen) war ein badischer Unternehmer und Politiker.

## Leben
Nach einer Lehre machte sich Helbing 1831 als Kaufmann in Emmendingen selbständig. Von 1833 bis 1835 war er Bürgermeister des Ortes, anschließend gehörte er bis 1870 dem Emmendinger Gemeinderat an. 1837 gründete Helbing zusammen mit seiner Familie die erste mechanische Hanfspinnerei Badens, die 1857 in eine Aktiengesellschaft umgewandelt wurde, deren Direktor er von 1857 bis 1862 war (Vorläufer der Ersten Deutschen Ramie-Gesellschaft). 1837 wurde er außerdem Vorsteher der lokalen Bezirkssparkasse. 1862 gründete er mit seinen beiden Söhnen die „Mechanische Bindfaden-Fabrik Carl Helbing und Söhne“. Daneben war er Mitgründer einer Gewerbeschule und gehörte dem evangelischen Pfarrgemeinderat an.
1841 wurde Helbing Abgeordneter in der Zweiten Kammer der Ständeversammlung des Großherzogtums Baden, der er bis zu den revolutionären Erhebungen in Baden 1849 angehörte. Im Rahmen der Märzrevolution nahm Helbing am Vorparlament teil und vertrat anschließend den 7. badischen Wahlkreis in Freiburg im Breisgau vom 1. Juni 1848 bis zum 30. Mai 1849 als fraktionsloser Abgeordneter in der Frankfurter Nationalversammlung. Sein Stimmverhalten war konservativ.
1863 gründete er in Emmendingen einen Gewerbeverein.

## Ehrungen
2005 wurde die Carl-Helbing-Schule, eine berufsbildende Schule mit kaufmännischem Profil, in Emmendingen nach ihm benannt.